# Grove's Late Victoria
Grove's Late Victoria es una variedad cultivar de ciruelo (Prunus domestica), de las denominadas ciruelas europeas.
Una variedad de ciruela del grupo de las ciruelas de huevo (Prunus domestica ssp. intermedia). Sus orígenes se encuentra como desporte de la ciruela 'Victoria' criado por G. Groves, Evesham, Worcestershire (Reino Unido).
Las frutas tienen una talla de tamaño de mediano a grande, con una piel de color amarillo verdoso y rojo púrpura claro, uniforme a no ser por el punteado que lo oscurece, lenticelas abundante, pequeño o mediano, y la pulpa de color verde amarillento o amarillo ámbar transparente, textura semi blanda, algo crujiente, medianamente jugosa, y de un sabor dulce moderadamente rico. Tolera las zonas de rusticidad según el departamento USDA, de nivel 5b, 5a, 6b, 6a, 7b, 7a.

## Historia
'Grove's Late Victoria' variedad de ciruela cuyos orígenes se encuentra como desporte de la ciruela 'Victoria' criado por G. Groves, Evesham, Worcestershire (Reino Unido) en algún momento antes de 1960. Esta variedad es idéntica a 'Victoria', excepto que madura 10 días después de 'Victoria'.
'Grove's Late Victoria' está cultivada en diversos bancos de germoplasma de cultivos vivos, tales como en el National Fruit Collection (Colección Nacional de Fruta) de Reino Unido con el número de accesión: 1976-157 y Nombre Accesión : Grove's Late Victoria (EMLA). Fue introducida en el "Probatorio Nacional de Fruta" para evaluar sus características en 1960, con ejemplares procedentes del "East Malling Research Station".

## Características
'Grove's Late Victoria' árbol de porte extenso, moderadamente vigoroso, erguido, sus hojas de la planta leñosa son caducas, de color verde, forma elíptica, sin pelos presentes, tienen dientes finos en el margen. Las flores deben aclararse mucho para que los frutos alcancen un calibre más grueso. Tiene un tiempo de floración que comienza a partir del 21 de abril con el 10% de floración, para el 25 de abril tiene una floración completa (80%), y para el 4 de mayo tiene un 90% de caída de pétalos.
'Grove's Late Victoria' tiene una talla de tamaño de mediano a grande, de forma ovalada u ovada, bastante regular, con peso promedio de 43.70 g; epidermis tiene una piel fuerte y ácida, con abundante pruina violácea clara, no se aprecia pubescencia, presenta color amarillo verdoso y rojo púrpura claro, uniforme a no ser por el punteado que lo oscurece, lenticelas abundante, pequeño o mediano, dejando libre la zona peduncular y zona de sutura, blanquecino con aureola muy perceptible de color granate más oscuro que el color general del fruto, con la cavidad peduncular muy estrecha, poco profunda, poco rebajada en la sutura y más bien un poco levantada en el lado opuesto, pedúnculo de longitud media, finos, leñosos, muy pubescentes; pulpa de color verde amarillento o amarillo ámbar transparente, textura semi blanda, algo crujiente, medianamente jugosa, y de un sabor dulce moderadamente rico.
Hueso libre o semi-libre, grande, elíptico, muy aplastado, zona ventral muy estrecha pero bien marcada, con surcos bien marcados sobre todo el dorsal, superficie arenosa.
Su tiempo de recogida de cosecha se inicia en su maduración en la segunda quincena de septiembre.

## Usos
Se utiliza para su consumo en fresco. La ciruela 'Victoria' contiene la antocianina chrysanthemin.

## Cultivo
El árbol es bastante resistente y crece con fuerza, pero no es muy grande. La floración es medianamente temprana y autofértil. Raramente es atacado por enfermedades, pero el fruto lo es por moho. 